# Louis Junquas
Louis Junquas, est né le 11 septembre 1920 à Saint-Vincent-de-Tyrosse et décédé le 22 mai 2002 à Mont-de-Marsan. C’est un ancien joueur de rugby à XV, qui a joué avec l'équipe de France, l'US Tyrosse, l’Aviron bayonnais et le Lyon OU. Il évoluait au poste de trois-quarts centre (1,75 m pour 84 kg), et fut à la tête du premier Tournoi des Cinq Nations disputé par la France après-guerre, en 1947… 16 ans après notre dernier match dans la compétition !
Il disputa les tout premiers matchs de la reprise de contact française au niveau international, face aux équipes de l’armée britannique (1945) puis de l’empire britannique (1945 et 1946), et fut également du match de Swansea en 1948 lorsque la France vainquit pour la première fois les Gallois sur leurs terres.
Cordonnier puis représentant de son état, il fut membre du Comité de sélection. Il est également le grand-oncle d'Igor Juzon.

## Carrière

### En club
- Tyrosse RCS : jusqu’en 1940 avant-guerre, puis jusqu’en 1946 après la libération
- Aviron bayonnais : 1947 à 1949
- Lyon OU : 1949 à ?

### En équipe de France
- Louis Junquas a connu sa première sélection le 1er janvier 1945 contre l'armée britannique.

## Palmarès

### En équipe de France
- 13 sélections
- 9 fois capitaine de 1945 à 1947
- Sélections par année : 3 en 1945, 4 en 1946, 4 en 1947, 2 en 1948
- Tournoi des 5 Nations : participation en 1947 et 1948